# 根扎布多尔济
根扎布多尔济（？—1760年），博尔济吉特氏，土谢图汗部贵族，土谢图汗敦多布多尔济与固伦恪靖公主之长子。
雍正元年（1723年），根扎布多尔济娶多尔衮的五世孙女和硕格格郡主为妻，授和硕额驸。乾隆二十二年（1757年），袭土谢图汗部中旗扎萨克固山贝子。乾隆二十五年（1760年）去世。
根扎布多尔济有七子，其子车布登多尔济袭固山贝子。其弟格斋多尔济袭扎萨克，别授公品级。